# 天城郷
- 令制国一覧 > 畿内 > 摂津国 > 菟原郡 > 天城郷

天城郷（あまぎのさと）は摂津国菟原郡の郷の一つであり、神戸市灘区北西部の旧大字篠原、山田、稗田、五毛、畑原、上野、原田に跨る範囲にある。

## 由来
名前の由来には各説ある。天城郷を『和名抄』の一本にアマシキと読ませているものがあり、それを元に、「アマ」とは野に対し山手にある位置を示し、「シキ」とは磯城、志紀、式、敷などの文字で表される、神を祀る斎庭（ゆにわ）または神奈備（かんなび）の所在をいうとする説。
この地に河内国を本拠とする志貴氏（志紀氏）が上下に分かれ住んでおり、上を「天の志貴」、下を「野の志貴」といって、後に天城と布敷（布敷郷）となったとする説。
奈良時代末期784年、都賀野宿禰の子が天城野の姓を賜ったことからという説。神戸史学会の川辺賢武による「アマギ」とは「甘木」すなわち甘味料を取る木が自生していたからという説。
また、楠原佑介らの『古代地名語源事典』によるアマキ・アマギ・アマシキのいずれも「崖地を意味する地名」としているのは、地形的には合うが、決め手はない。

## その他諸事項
- 中世には天城ノ荘といった。
- 摩耶山忉利天上寺の別名天城寺もこれに因むという。

## 参考資料
- 神戸史学会 編『神戸の町名 改訂版』神戸新聞総合出版センター、2007年。ISBN 978-4-343-00437-6。
- 灘区役所広報相談課 編『灘区の町名』灘区役所広報相談課、1976年。